# Yuni Kartika
Yuni Kartika (* 16. Juni 1973 in Semarang) ist eine indonesische Badmintonspielerin.

## Karriere
Yuni Kartika gewann in der Saison 1990/1991 die Deutschen Internationalen Juniorenmeisterschaften. 1992 verlor sie das Finale der Malaysia Open im Dameneinzel gegen Huang Hua. 1994 wurde sie Weltmeisterin mit dem indonesischen Damenteam, wurde jedoch im Finale gegen China nicht eingesetzt.

## Erfolge
| Saison | Veranstaltung  | Disziplin   | Platz | Name         |
| ------ | -------------- | ----------- | ----- | ------------ |
| 1991   | German Juniors | Dameneinzel | 1     | Yuni Kartika |
| 1992   | Malaysia Open  | Dameneinzel | 2     | Yuni Kartika |
| 1994   | Uber Cup       | Team        | 1     | Indonesien   |